# La Duchesse de Langeais (film, 1942)
Pour les articles homonymes, voir La Duchesse de Langeais (homonymie).
Pour plus de détails, voir Fiche technique et Distribution.
La Duchesse de Langeais est un film français de Jacques de Baroncelli, sorti en 1942, adapté par Jean Giraudoux du roman d'Honoré de Balzac, La Duchesse de Langeais.

## Synopsis
L'action se passe à Paris en 1820. Antoinette de Langeais, reine du faubourg Saint-Germain, douloureusement blessée par un mariage malheureux, feint tout d'abord l'indifférence à la longue cour pressante que lui fait le général de Montriveau. Le général, excédé qu'elle ne cède pas, peut parfois se montrer violent, pourtant Antoinette finit par vouloir lui avouer qu'elle l'aime. C'est à ce moment-là que Montriveau se montre indifférent : son ami, le marquis de Ronquerolles a intercepté une lettre d’Antoinette et lui a substitué une fausse, qu’il a rédigée pour éloigner son ami de la duchesse, et qui donnait à Montriveau rendez-vous avec une autre, quand il pensait enfin voir Antoinette lui céder. S’ensuit une douloureuse querelle, en public, où le malentendu n’est pas dissipé : Montriveau exprime toute sa rancœur et sa colère envers Antoinette alors qu’Antoinette, au mépris de toute convention, lui clame son amour. Mais Montriveau ne cède pas et ne se rend pas non plus à l’ultime rendez-vous qu’Antoinette lui a voulu lui fixer. Antoinette se réfugie alors dans un couvent espagnol. Montriveau, mis au courant par Ronquerolles de la fausse lettre, part à sa recherche, éperdu de chagrin, et finit, au bout de cinq mois, par la retrouver, au seuil de la mort.

### Anecdote
Quand Antoinette demande à son ami s’il y a de nouveaux talents en poésie, peinture et musique, il répond Lamartine, Delacroix et Chopin.

## Fiche technique
- Réalisateur : Jacques de Baroncelli, assisté de Rodolphe Marcilly
- Scénario et dialogue : Jean Giraudoux d'après le roman d'Honoré de Balzac, La Duchesse de Langeais, publié en mars 1834 dans le magazine "L'Echo de la jeune France" sous le titre « Ne touchez pas la hache »
- Musique originale : Francis Poulenc
- Directeur de la photographie : Christian Matras
- Décors : Serge Piménoff
- Costumes : Georges Annenkov
- Son : Jean Rieul
- Maquillage : Hagop Arakelian
- Monteuse : Yvonne Martin
- Orchestre : Roger Désormière
- Directeur de production : Henry Le Brument
- Production : Films Orange
- Pays d'origine :  France
- Format : noir et blanc – 1,37:1 – mono – 35 mm
- Genre : drame
- Durée : 99 minutes
- Date de sortie : 
  - France – 27 mars 1942

## Distribution
- Edwige Feuillère : Antoinette de Langeais
- Pierre Richard-Willm : Armand de Montriveau
- Charles Granval : le vidame de Pamiers
- Catherine Fonteney : la princesse de Blamont-Chauvry
- Lise Delamare : madame de Sérisy
- Aimé Clariond : le marquis de Ronquerolles
- Maurice Dorléac : Auguste de Maulincour
- Georges Grey : Henri de Marsay
- Simone Renant : Émilie de Fontaine
- Georges Mauloy : le duc de Grandlieu
- Irène Bonheur : Caroline de Vandenesse
- Jacques Varennes : le duc de Langeais
- Dorothée Luss : Madame de Lestorade
- Marthe Mellot : la supérieure
- Philippe Richard : Bonpied, le portier
- Henri Richard : le duc de Navarreins
- Gaston Mauger : le roi Louis XVIII
- Hélène Constant : Paméla
- Dominique Davray : une grisette
- Paul Faivre : Auguste, le valet d'Armand
- François Joux
- Noëlle Norman
- Madeleine Pagès
- Elmire Vautier
- Pierre Vernet
- François Viguier
- Roger Vincent
- François Dupriet

## Source
- Dictionnaire du cinéma, Bordas, 1977.